# Casa Vizarrón

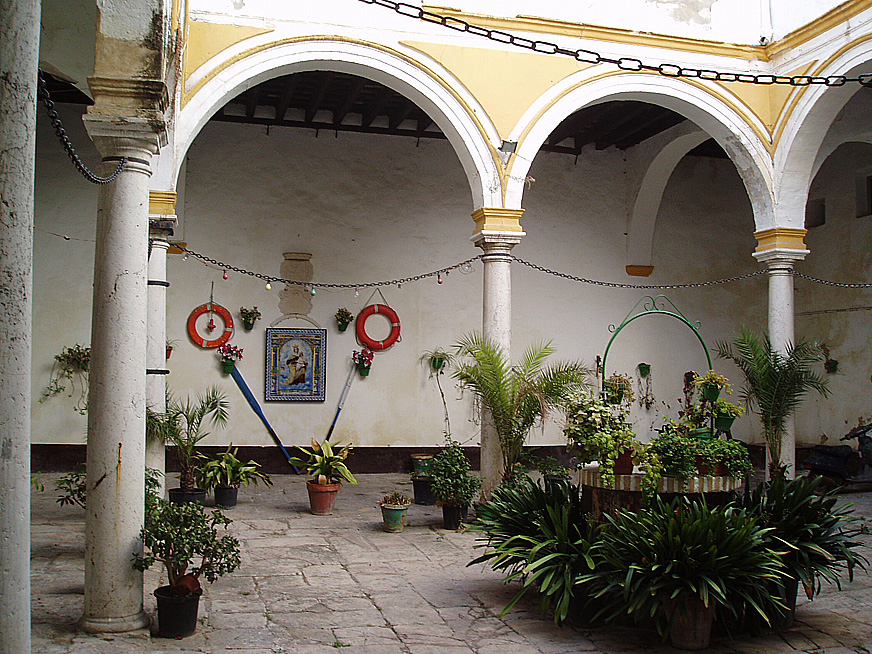
Imagen del patio.

La Casa Vizarrón también llamada Casa de las Cadenas es una casa palacio situada en la plaza del Polvorista, núm. 10 de El Puerto de Santa María (Provincia de Cádiz, España) que evoca la historia hispanoamericana por la dedicación original con que se erigió a fines del siglo XVII por Juan de Vizarrón Araníbar, caballero de la Orden de Alcántara, dedicado al comercio con Ultramar, que estableció en ella su vivienda familiar y la base de operaciones de su actividad. 
Pese a las mutilaciones sufridas, es ejemplo de una tipología característica y de gran incidencia en el urbanismo portuense: la de las casas-palacio de cargadores a Indias, notorias por sus dimensiones ya que albergaban usos administrativos y servían de almacenes, además de ser vivienda de sus señores, en las que los materiales nobles y la rica decoración manifestaban la fortuna de sus moradores enriquecidos con el comercio americano. 
En la etapa (1723-1733) en que Felipe V e Isabel de Farnesio se establecieron con la corte en Sevilla, la familia Vizarrón gozaba de gran predicamento como atestigua que Juan Antonio Vizarrón y Eguiarreta alcanzase las dignidades de arzobispo de México (1730) y virrey de Nueva España (1734). El haber servido de albergue a los reyes en sus viajes a El Puerto de Santa María se conmemora con las cadenas de hierro existentes en el patio, que la hacen ser también conocida como Casa de las Cadenas.

## Descripción
La casa presenta una monumental fachada a la plaza del Polvorista compuesta por siete calles y dos cuerpos más antepecho de azotea. 
En la portada principal, un gran hueco adintelado y enmarcado por molduras sobre el cual campea el escudo del fundador sostenido por sirenas, queda flanqueado por columnas toscanas, elevadas sobre pódium, que sustentan un entablamento sobre el cual vuela el balcón. 
En la Calle de las Cadenas se sitúan dos accesos secundarios: una portada sencilla con arco rebajado sin elementos decorativos y otra, más importante, adintelada, con pilastras de sillares de orden rústico sobre esbeltos pedestales, dintel con dovelas en derrame y escultura en la clave. 
En el interior se abre un gran patio porticado cuyos arcos descansan sobre columnas toscanas de mármol blanco. Por medio de una amplia escalera se accede a la entreplanta y a la planta noble. Esta, destinada en origen a las habitaciones de los señores, apenas conserva su antigua estructura debido a los atajos y tabiques que impuso la adaptación a su actual destino como casa de vecinos. 
El elemento más destacado es la galería de arcos de medio punto del patio, que presentan las características cadenas colgantes que dan popularmente nombre a la Casa. En el fondo del patio una lápida recuerda las estancias de Felipe V e Isabel Farnesio en los años 1729 y 1730.